# Liga Europejska w piłce siatkowej mężczyzn 2010
VII Liga Europejska siatkarzy (oficjalna nazwa: 2010 CEV European League)  rozpoczęła się 4 czerwca 2010 roku. Wzięło w niej udział 8 reprezentacji narodowych. Podzielone zostały one na dwie grupy (A i B). Do turnieju finałowego awans uzyskali zwycięzcy grup, najlepsza drużyna z drugiego miejsca oraz gospodarz tego turnieju. Final Four odbyło się w dniach 16-17 lipca w hiszpańskiej Guadalajarze.
Zwycięzcą Ligi Europejskiej została reprezentacja Portugalii, która uzyskała awans do eliminacji do Ligi Światowej 2011.

## Drużyny uczestniczące
| Reprezentacja                                                                                            | Ranking FIVB |     |
| --- | ------------ | --- |
| Austria                                                                                                  | 58.          | 10. |
| Grecja                                                                                                   | 34.          | 7.  |
| Hiszpania                                                                                                | 37.          | 2.  |
| Portugalia                                                                                               | 42.          | 3.  |
| Rumunia                                                                                                  | 55.          | 10. |
| Słowacja                                                                                                 | 47.          | 4.  |
| Turcja                                                                                                   | 45.          | 5.  |
| Wielka Brytania                                                                                          | 105.         | 7.  |

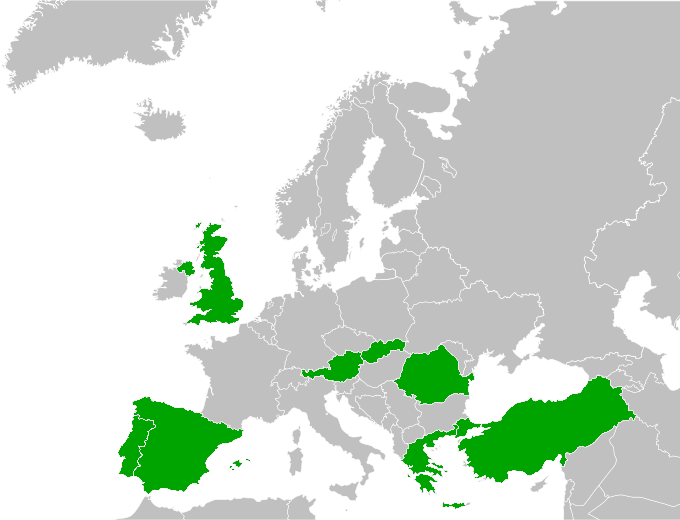
Drużyny uczestniczące w Lidze Europejskiej 2010

| Oznaczenia: - kolumna trzecia - miejsce zajęte przez daną reprezentację w poprzedniej Lidze Europejskiej |              |     |

## Podział na grupy
| Grupa A                                    | Grupa B                          |
| ------------------------------------------ | -------------------------------- |
| Hiszpania Rumunia Słowacja Wielka Brytania | Austria Grecja Portugalia Turcja |

## Faza grupowa

### Grupa A

#### Tabela
| Lp. | Drużyna         | Pkt | Mecze | Mecze | Mecze | Sety | Sety | Sety  | Małe punkty | Małe punkty | Małe punkty |
| Lp. | Drużyna         | Pkt | M     | W     | P     | wyg. | prz. | ratio | zdob.       | str.        | ratio       |
| --- | --------------- | --- | ----- | ----- | ----- | ---- | ---- | ----- | ----------- | ----------- | ----------- |
| 1   | Hiszpania       | 21  | 12    | 9     | 3     | 30   | 17   | 1.765 | 1082        | 997         | 1.085       |
| 2   | Rumunia         | 19  | 12    | 7     | 5     | 26   | 23   | 1.130 | 1069        | 1075        | 0.994       |
| 3   | Słowacja        | 17  | 12    | 5     | 7     | 21   | 24   | 0.875 | 1000        | 1009        | 0.991       |
| 4   | Wielka Brytania | 15  | 12    | 3     | 9     | 15   | 28   | 0.536 | 929         | 999         | 0.930       |

Źródło: the-sport.org
Zasady ustalania kolejności: .
Punktacja: zwycięstwo – 2 pkt; porażka – 1 pkt

#### Terminarz i wyniki
|  |  | 1. KOLEJKA |

| 4 czerwca 2010 | Hiszpania                  | 1:3 (18:25, 25:21, 21:25, 27:29) | Rumunia               | Pabellón Polideportivo Pisuerga, Valladolid                                          |  |
| 19:30          | Juan Carlos Barcala 23 pkt | raport                           | Laurenţiu Lică 21 pkt | Widzów: 1500 Sędziowie: Bülent Bozkurt (Turcja) i Antonio Manuel Sobral (Portugalia) |  |

| 5 czerwca 2010 | Hiszpania             | 2:3 (22:25, 23:25, 25:18, 26:24, 10:15) | Rumunia               | Pabellón Polideportivo Pisuerga, Valladolid                                          |  |
| 18:00          | Francisco Ruiz 27 pkt | raport                                  | Laurenţiu Lică 24 pkt | Widzów: 2000 Sędziowie: Antonio Manuel Sobral (Portugalia) i Bülent Bozkurt (Turcja) |  |

| 5 czerwca 2010 | Wielka Brytania       | 1:3 (23:25, 25:19, 23:25, 23:25) | Słowacja                                      | English Institute of Sports, Sheffield                                  |  |
| 15:00          | Mark Plotyczer 19 pkt | raport                           | Milan Bencz Jozef Piovarči Lukáš Diviš 14 pkt | Widzów: 200 Sędziowie: Arturo Di Giacomo (Belgia) i Jan Herneth (Dania) |  |

| 6 czerwca 2010 | Wielka Brytania       | 3:0 (25:23, 25:21, 25:22) | Słowacja           | English Institute of Sports, Sheffield                                  |  |
| 15:00          | Mark Plotyczer 12 pkt | raport                    | Milan Bencz 19 pkt | Widzów: 220 Sędziowie: Jan Herneth (Dania) i Arturo Di Giacomo (Belgia) |  |

|  |  | 2. KOLEJKA |

| 11 czerwca 2010 | Hiszpania                                           | 3:1 (25:15, 18:25, 25:23, 28:26) | Wielka Brytania       | Pabellón de Würzburg, Salamanka                                         |  |
| 20:30           | Daniel Blázquez Rocamora José Javier Subiela 18 pkt | raport                           | Mark Plotyczer 19 pkt | Widzów: 150 Sędziowie: Harald Sodja (Austria) i Stefano Cesare (Włochy) |  |

| 12 czerwca 2010 | Hiszpania             | 0:3 (22:25, 24:26, 22:25) | Wielka Brytania             | Pabellón de Würzburg, Salamanka                                         |  |
| 20:30           | Francisco Ruiz 14 pkt | raport                    | Oluwadamilola Bakare 15 pkt | Widzów: 400 Sędziowie: Stefano Cesare (Włochy) i Harald Sodja (Austria) |  |

| 11 czerwca 2010 | Rumunia                  | 3:0 (25:21, 25:23, 25:18) | Słowacja           | Sports Hall, Konstanca                                                                    |  |
| 18:00           | Cristian Chitigoi 17 pkt | raport                    | Milan Bencz 22 pkt | Widzów: 200 Sędziowie: Mehmet Ersin Altiparmak (Turcja) i Stamatios Michelinakis (Grecja) |  |

| 12 czerwca 2010 | Rumunia               | 2:3 (27:25, 25:18, 22:25, 15:25, 13:15) | Słowacja           | Sports Hall, Konstanca                                                                    |  |
| 18:00           | Laurenţiu Lică 14 pkt | raport                                  | Milan Bencz 23 pkt | Widzów: 250 Sędziowie: Stamatios Michelinakis (Grecja) i Mehmet Ersin Altiparmak (Turcja) |  |

|  |  | 3. KOLEJKA |

| 19 czerwca 2010 | Słowacja           | 2:3 (25:22, 19:25, 22:25, 25:20, 12:15) | Hiszpania          | Sport Hall Levice, Levice                                          |  |
| 18:00           | Lukáš Diviš 19 pkt | raport                                  | Sergio Noda 22 pkt | Widzów: 1200 Sędziowie: Zsolt Mezöffy (Węgry) i Ali Bagde (Turcja) |  |

| 20 czerwca 2010 | Słowacja           | 0:3 (24:26, 23:25, 24:26) | Hiszpania         | Sport Hall Levice, Levice                                         |  |
| 18:00           | Milan Bencz 14 pkt | raport                    | Ibán Pérez 20 pkt | Widzów: 700 Sędziowie: Ali Bagde (Turcja) i Zsolt Mezöffy (Węgry) |  |

| 19 czerwca 2010 | Wielka Brytania      | 3:1 (21:25, 25:18, 25:18, 25:16) | Rumunia                  | K2 Crawley, Crawley                                                                |  |
| 15:00           | Jason Haldane 22 pkt | raport                           | Cristian Chitigoi 21 pkt | Widzów: 450 Sędziowie: Jörg Kellenberger (Niemcy) i Marcelino Tavares (Portugalia) |  |

| 20 czerwca 2010 | Wielka Brytania      | 2:3 (25:23, 15:25, 21:25, 25:22, 10:15) | Rumunia                                 | K2 Crawley, Crawley                                                                |  |
| 15:00           | Jason Haldane 18 pkt | raport                                  | Cristian Chitigoi Laurenţiu Lică 22 pkt | Widzów: 325 Sędziowie: Marcelino Tavares (Portugalia) i Jörg Kellenberger (Niemcy) |  |

|  |  | 4. KOLEJKA |

| 26 czerwca 2010 | Hiszpania         | 3:1 (25:16, 23:25, 25:22, 25:18) | Słowacja           | La Caja Mágica, Madryt                                                       |  |
| 20:00           | Ibán Pérez 26 pkt | raport                           | Milan Bencz 21 pkt | Widzów: 850 Sędziowie: Cor Van Gompel (Holandia) i Philippe Marenc (Francja) |  |

| 27 czerwca 2010 | Hiszpania          | 3:2 (25:27, 22:25, 25:21, 25:22, 15:9) | Słowacja              | La Caja Mágica, Madryt                                                        |  |
| 20:00           | Sergio Noda 22 pkt | raport                                 | Jozef Piovarči 15 pkt | Widzów: 1000 Sędziowie: Philippe Marenc (Francja) i Cor Van Gompel (Holandia) |  |

| 25 czerwca 2010 | Rumunia               | 3:0 (25:22, 25:20, 26:24) | Wielka Brytania      | Sports Hall, Konstanca                                              |  |
| 18:00           | Laurenţiu Lică 16 pkt | raport                    | Mark McGivern 11 pkt | Widzów: 350 Sędziowie: Oleg Łukin (Rosja) i Shlomo Brutman (Izrael) |  |

| 26 czerwca 2010 | Rumunia                     | 3:2 (22:25, 25:21, 20:25, 30:28, 15:13) | Wielka Brytania       | Sports Hall, Konstanca                                              |  |
| 18:00           | Adrian Radu Gontariu 23 pkt | raport                                  | Mark Plotyczer 21 pkt | Widzów: 250 Sędziowie: Shlomo Brutman (Izrael) i Oleg Łukin (Rosja) |  |

|  |  | 5. KOLEJKA |

| 3 lipca 2010 | Słowacja           | 1:3 (21:25, 26:24, 21:25, 18:25) | Rumunia                     | Športová hala, Nitra                                                            |  |
| 18:00        | Milan Bencz 20 pkt | raport                           | Adrian Radu Gontariu 22 pkt | Widzów: 510 Sędziowie: Krzysztof Szmydyński (Polska) i Vassilis Raptis (Grecja) |  |

| 4 lipca 2010 | Słowacja           | 3:0 (25:16, 25:22, 25:18) | Rumunia                   | Športová hala, Nitra                                                            |  |
| 18:00        | Milan Bencz 16 pkt | raport                    | Eugen Traian Teotoc 9 pkt | Widzów: 305 Sędziowie: Vassilis Raptis (Grecja) i Krzysztof Szmydyński (Polska) |  |

| 3 lipca 2010 | Wielka Brytania      | 0:3 (23:25, 20:25, 17:25) | Hiszpania         | Ponds Forge International Sports Centre, Sheffield                      |  |
| 15:00        | Jason Haldane 12 pkt | raport                    | Ibán Pérez 16 pkt | Widzów: 175 Sędziowie: Eugen Kulhanek (Austria) i Tim Kaaber (Norwegia) |  |

| 4 lipca 2010 | Wielka Brytania      | 0:3 (12:25, 17:25, 22:25) | Hiszpania         | Ponds Forge International Sports Centre, Sheffield                      |  |
| 15:00        | Nathan Bennett 8 pkt | raport                    | Ibán Pérez 16 pkt | Widzów: 130 Sędziowie: Tim Kaaber (Norwegia) i Eugen Kulhanek (Austria) |  |

|  |  | 6. KOLEJKA |

| 9 lipca 2010 | Słowacja           | 3:0 (25:15, 25:19, 25:21) | Wielka Brytania      | Športová hala, Nitra                                                          |  |
| 18:00        | Milan Bencz 17 pkt | raport                    | Jason Haldane 10 pkt | Widzów: 400 Sędziowie: Gordan Vilimanović (Serbia) i Grzegorz Jacyna (Polska) |  |

| 10 lipca 2010 | Słowacja           | 3:0 (25:15, 25:23, 25:21) | Wielka Brytania     | Športová hala, Nitra                                                          |  |
| 18:00         | Milan Bencz 18 pkt | raport                    | Peter Bakare 13 pkt | Widzów: 250 Sędziowie: Grzegorz Jacyna (Polska) i Gordan Vilimanović (Serbia) |  |

| 9 lipca 2010 | Rumunia                     | 2:3 (25:16, 25:21, 23:25, 19:25, 12:15) | Hiszpania             | Sports Hall, Konstanca                                                |  |
| 18:00        | Adrian Radu Gontariu 24 pkt | raport                                  | Fran Rodríguez 18 pkt | Widzów: 520 Sędziowie: László Adler (Węgry) i Tomáš Vojtíšek (Czechy) |  |

| 10 lipca 2010 | Rumunia                               | 0:3 (20:25, 15:25, 16:25) | Hiszpania         | Sports Hall, Konstanca                                                |  |
| 18:00         | Mihai Dumitrache Laurenţiu Lică 8 pkt | raport                    | Ibán Pérez 14 pkt | Widzów: 380 Sędziowie: Tomáš Vojtíšek (Czechy) i László Adler (Węgry) |  |

### Grupa B

#### Tabela
| Lp. | Drużyna    | Pkt | Mecze | Mecze | Mecze | Sety | Sety | Sety  | Małe punkty | Małe punkty | Małe punkty |
| Lp. | Drużyna    | Pkt | M     | W     | P     | wyg. | prz. | ratio | zdob.       | str.        | ratio       |
| --- | ---------- | --- | ----- | ----- | ----- | ---- | ---- | ----- | ----------- | ----------- | ----------- |
| 1   | Portugalia | 23  | 12    | 11    | 1     | 34   | 12   | 2.833 | 1111        | 993         | 1.119       |
| 2   | Turcja     | 18  | 12    | 6     | 6     | 21   | 21   | 1.000 | 1001        | 1019        | 0.982       |
| 3   | Grecja     | 17  | 12    | 5     | 7     | 24   | 23   | 1.043 | 1072        | 1047        | 1.024       |
| 4   | Austria    | 14  | 12    | 2     | 10    | 10   | 33   | 0.303 | 926         | 1051        | 0.881       |

Źródło: the-sport.org
Zasady ustalania kolejności: .
Punktacja: zwycięstwo – 2 pkt; porażka – 1 pkt

#### Terminarz i wyniki
|  |  | 1. KOLEJKA |

| 5 czerwca 2010 | Turcja               | 1:3 (34:32, 21:25, 23:25, 26:28) | Portugalia             | TVF Sport Complex Başkent, Beşevler                                         |  |
| 18:00          | Serhat Coşkun 23 pkt | raport                           | Valdir Sequeira 28 pkt | Widzów: 2000 Sędziowie: Igor Porvazník (Słowacja) i Mihai Armeanu (Rumunia) |  |

| 6 czerwca 2010 | Turcja               | 0:3 (27:29, 21:25, 20:25) | Portugalia                | TVF Sport Complex Başkent, Beşevler                                         |  |
| 18:00          | Serhat Coşkun 14 pkt | raport                    | Alexandre Ferreira 16 pkt | Widzów: 1400 Sędziowie: Mihai Armeanu (Rumunia) i Igor Porvazník (Słowacja) |  |

| 4 czerwca 2010 | Austria                             | 3:2 (18:25, 26:24, 22:25, 25:17, 15:11) | Grecja | Sporthalle Alpenstraße, Salzburg                                           |  |
| 19:30          | Philip Schneider Thomas Zass 24 pkt | raport                                  |        | Widzów: 500 Sędziowie: Brian McDougall (Szkocja) i Jure Stegnar (Słowenia) |  |

| 5 czerwca 2010 | Austria           | 0:3 (19:25, 23:25, 17:25) | Grecja                      | Sporthalle Alpenstraße, Salzburg                                           |  |
| 19:30          | Thomas Zass 9 pkt | raport                    | Nikolaos Roumeliotis 15 pkt | Widzów: 800 Sędziowie: Jure Stegnar (Słowenia) i Brian McDougall (Szkocja) |  |

|  |  | 2. KOLEJKA |

| 12 czerwca 2010 | Portugalia              | 3:2 (24:26, 27:25, 25:15, 21:25, 15:11) | Grecja                      | Pavilhão Desportivo Municipal, Póvoa de Varzim                               |  |
| 17:00           | João Miguel José 21 pkt | raport                                  | Nikolaos Roumeliotis 31 pkt | Widzów: 500 Sędziowie: Zdenko Fatrdla (Słowacja) i Grant Macintyre (Szkocja) |  |

| 13 czerwca 2010 | Portugalia             | 3:2 (25:19, 25:21, 15:25, 19:25, 15:9) | Grecja                      | Pavilhão Desportivo Municipal, Póvoa de Varzim                               |  |
| 17:00           | Valdir Sequeira 18 pkt | raport                                 | Nikolaos Roumeliotis 26 pkt | Widzów: 600 Sędziowie: Grant Macintyre (Szkocja) i Zdenko Fatrdla (Słowacja) |  |

| 12 czerwca 2010 | Turcja               | 3:0 (25:22, 25:19, 25:17) | Austria           | Şahinbey Sports Hall, Gaziantep                                             |  |
| 18:00           | Serhat Coşkun 12 pkt | raport                    | Thomas Zass 9 pkt | Widzów: 2500 Sędziowie: Wiktor Kozłowskij (Ukraina) i Martin Hudík (Czechy) |  |

| 13 czerwca 2010 | Turcja               | 3:1 (25:18, 23:25, 25:18, 26:24) | Austria            | Şahinbey Sports Hall, Gaziantep                                             |  |
| 18:00           | Serhat Coşkun 17 pkt | raport                           | Thomas Zass 25 pkt | Widzów: 2600 Sędziowie: Martin Hudík (Czechy) i Wiktor Kozłowskij (Ukraina) |  |

|  |  | 3. KOLEJKA |

| 18 czerwca 2010 | Austria                 | 0:3 (21:25, 19:25, 14:25) | Portugalia                 | ARLBERG-well.com, St. Anton am Arlberg                                           |  |
| 20:15           | Philip Schneider 12 pkt | raport                    | Flavio Rodolfo Cruz 15 pkt | Widzów: 375 Sędziowie: Lucian-Vasile Năstase (Rumunia) i Bojan Brlas (Chorwacja) |  |

| 19 czerwca 2010 | Austria            | 1:3 (22:25, 25:20, 15:25, 17:25) | Portugalia             | ARLBERG-well.com, St. Anton am Arlberg                                           |  |
| 19:00           | Thomas Zass 19 pkt | raport                           | Valdir Sequeira 13 pkt | Widzów: 300 Sędziowie: Bojan Brlas (Chorwacja) i Lucian-Vasile Năstase (Rumunia) |  |

| 18 czerwca 2010 | Grecja                      | 0:3 (23:25, 23:25, 22:25) | Turcja               | Dimitros Tofalos Indoor Hall, Patras                                        |  |
| 20:00           | Nikolaos Roumeliotis 12 pkt | raport                    | Serhat Coşkun 16 pkt | Widzów: 300 Sędziowie: Mario Bernaola (Hiszpania) i Alin Mateizer (Rumunia) |  |

| 19 czerwca 2010 | Grecja                                            | 3:0 (25:22, 25:19, 25:23) | Turcja               | Dimitros Tofalos Indoor Hall, Patras                                        |  |
| 21:00           | Andreas-Dimit Fragkos Nikolaos Roumeliotis 11 pkt | raport                    | Serhat Coşkun 10 pkt | Widzów: 350 Sędziowie: Alin Mateizer (Rumunia) i Mario Bernaola (Hiszpania) |  |

|  |  | 4. KOLEJKA |

| 26 czerwca 2010 | Portugalia         | 3:0 (25:23, 28:26, 25:16) | Austria                             | Pavilhão Multiusos Municipal António Saraiva, Peso da Régua                          |  |
| 17:00           | Flávio Cruz 14 pkt | raport                    | Philip Schneider Thomas Zass 13 pkt | Widzów: 350 Sędziowie: Krasimir Todorow (Bułgaria) i Riccardo Ragazzini (San Marino) |  |

| 27 czerwca 2010 | Portugalia                 | 3:1 (25:20, 25:23, 20:25, 25:22) | Austria                 | Pavilhão Multiusos Municipal António Saraiva, Peso da Régua                          |  |
| 17:00           | Marco Evan Ferreira 19 pkt | raport                           | Philip Schneider 19 pkt | Widzów: 150 Sędziowie: Riccardo Ragazzini (San Marino) i Krasimir Todorow (Bułgaria) |  |

| 26 czerwca 2010 | Turcja               | 3:1 (25:19, 22:25, 25:22, 25:23) | Grecja                | TVF Sport Complex Başkent, Beşevler                                       |  |
| 17:00           | Serhat Coşkun 18 pkt | raport                           | Mitar Tzourits 25 pkt | Widzów: 3500 Sędziowie: Oleg Uwarow (Rosja) i Ljubomir Kovačević (Serbia) |  |

| 27 czerwca 2010 | Turcja            | 3:1 (27:25, 25:22, 20:25, 25:23) | Grecja                | TVF Sport Complex Başkent, Beşevler                                       |  |
| 15:00           | Emre Batur 17 pkt | raport                           | Mitar Tzourits 25 pkt | Widzów: 3000 Sędziowie: Ljubomir Kovačević (Serbia) i Oleg Uwarow (Rosja) |  |

|  |  | 5. KOLEJKA |

| 3 lipca 2010 | Grecja                | 1:3 (13:25, 25:18, 19:25, 29:31) | Portugalia             | National Athletic Center Makis Liougas, Glifada                                   |  |
| 20:30        | Mitar Tzourits 19 pkt | raport                           | Valdir Sequeira 23 pkt | Widzów: 550 Sędziowie: Adrian Flueckiger (Szwajcaria) i Volker Schiemenz (Niemcy) |  |

| 4 lipca 2010 | Grecja                | 3:1 (25:16, 25:15, 23:25, 30:28) | Portugalia                 | National Athletic Center Makis Liougas, Glifada                                   |  |
| 20:30        | Mitar Tzourits 31 pkt | raport                           | Marco Evan Ferreira 24 pkt | Widzów: 650 Sędziowie: Volker Schiemenz (Niemcy) i Adrian Flueckiger (Szwajcaria) |  |

| 2 lipca 2010 | Austria               | 0:3 (20:25, 29:31, 26:28) | Turcja            | Stadthalle Steyr, Steyr                                                            |  |
| 20:15        | Michael Laimer 18 pkt | raport                    | Emre Batur 20 pkt | Widzów: 650 Sędziowie: José Luis Arrarte Mira (Hiszpania) i Pavel Vaško (Słowacja) |  |

| 3 lipca 2010 | Austria               | 3:1 (26:24, 23:25, 26:24, 25:22) | Turcja            | Stadthalle Steyr, Steyr                                                            |  |
| 18:00        | Michael Laimer 21 pkt | raport                           | Emre Batur 26 pkt | Widzów: 300 Sędziowie: Pavel Vaško (Słowacja) i José Luis Arrarte Mira (Hiszpania) |  |

|  |  | 6. KOLEJKA |

| 10 lipca 2010 | Portugalia             | 3:0 (25:17, 25:23, 25:9) | Turcja            | Pavilhão Desportivo Municipal, Póvoa de Varzim                            |  |
| 16:00         | Valdir Sequeira 16 pkt | raport                   | Emre Batur 12 pkt | Widzów: 700 Sędziowie: Claude Kriescher (Belgia) i Gilles Gaupp (Francja) |  |

| 11 lipca 2010 | Portugalia             | 3:1 (25:19, 22:25, 25:14, 38:36) | Turcja            | Pavilhão Desportivo Municipal, Póvoa de Varzim                            |  |
| 16:00         | Valdir Sequeira 22 pkt | raport                           | Emre Batur 15 pkt | Widzów: 500 Sędziowie: Gilles Gaupp (Francja) i Claude Kriescher (Belgia) |  |

| 9 lipca 2010 | Grecja                | 3:1 (28:26, 25:18, 23:25, 25:19) | Austria                 | National Athletic Center Makis Liougas, Glifada                                           |  |
| 20:00        | Mitar Tzourits 28 pkt | raport                           | Philip Schneider 19 pkt | Widzów: 400 Sędziowie: Mychajło Mełnik (Ukraina) i Eldin Huremović (Bośnia i Hercegowina) |  |

| 10 lipca 2010 | Grecja                     | 3:0 (25:23, 25:19, 27:25) | Austria                 | National Athletic Center Makis Liougas, Glifada                                           |  |
| 20:00         | Apostolos Armenakis 19 pkt | raport                    | Philip Schneider 11 pkt | Widzów: 400 Sędziowie: Eldin Huremović (Bośnia i Hercegowina) i Mychajło Mełnik (Ukraina) |  |

## Final Four

### Drużyny zakwalifikowane
| Reprezentacja | Sposób kwalifikacji   | Liczba występów w Final Four | Najlepszy wynik   | Ostatni występ |
| ------------- | --------------------- | ---------------------------- | ----------------- | -------------- |
| Hiszpania     | gospodarz             | 3                            | 1. miejsce – 2007 | 2009           |
| Portugalia    | 1. miejsce w grupie B | 2                            | 2. miejsce – 2007 | 2009           |
| Rumunia       | 2. miejsce w grupie A | debiut                       | debiut            | debiut         |
| Turcja        | 2. miejsce w grupie B | 3                            | 3. miejsce – 2008 | 2008           |

### Drabinka
|  |            |            |           |                   |   |            |            |       |
|  | Półfinały  | Półfinały  | Półfinały |                   |   | Finał      | Finał      | Finał |
|  | Półfinały  | Półfinały  | Półfinały |                   |   | Finał      | Finał      | Finał |
|  |            |            |           |                   |   |            |            |       |
|  |            |            |           |                   |   |            |            |       |
|  | Rumunia    | Rumunia    | 2         |                   |   |            |            |       |
|  | Rumunia    | Rumunia    | 2         |                   |   |            |            |       |
|  | Portugalia | Portugalia | 3         |                   |   |            |            |       |
|  | Portugalia | Portugalia | 3         |                   |   | Portugalia | Portugalia | 3     |
|  |            |            |           |                   |   | Portugalia | Portugalia | 3     |
|  |            |            | Hiszpania | Hiszpania         | 1 |            |            |       |
|  | Hiszpania  | Hiszpania  | Hiszpania | Hiszpania         | 1 | 3          |            |       |
|  | Hiszpania  | Hiszpania  |           |                   |   |            |            |       |
|  | Turcja     | Turcja     | 0         |                   |   |            |            |       |
|  | Turcja     | Turcja     | 0         | Mecz o 3. miejsce |   |            |            |       |
|  |            |            |           |                   |   |            |            |       |
|  |            |            |           |                   |   |            |            |       |
|  |            |            |           |                   |   |            |            |       |
|  | Rumunia    | Rumunia    | 2         |                   |   |            |            |       |
|  | Rumunia    | Rumunia    | 2         |                   |   |            |            |       |
|  | Turcja     | Turcja     | 3         |                   |   |            |            |       |
|  | Turcja     | Turcja     | 3         |                   |   |            |            |       |

### Półfinały
| 16.07.2010 | Rumunia | 2:3 (15:25, 15:25, 25:23, 25:19, 8:15) | Portugalia |

| 16.07.2010 | Hiszpania | 3:0 (25:21, 25:20, 25:22) | Turcja |

### Mecz o 3. miejsce
| 17.07.2010 | Rumunia | 2:3 (19:25, 25:22, 25:17, 16:25, 13:15) | Turcja |

### Finał
| 17.07.2010 | Portugalia | 3:1 (23:25, 25:23, 25:18, 25:21) | Hiszpania |

## Nagrody indywidualne
| Most Valuable Player (MVP) | Najlepszy punktujący | Najlepszy atakujący | Najlepszy zagrywający | Najlepszy blokujący  | Najlepszy przyjmujący | Najlepszy rozgrywający | Najlepszy libero |
| -------------------------- | -------------------- | ------------------- | --------------------- | -------------------- | --------------------- | ---------------------- | ---------------- |
| Valdir Sequeira            | Serhat Coşkun        | João José           | José Subiela          | João Carlos Malveiro | André Lopes           | Guillermo Hernán       | Francesc Llenas  |

## Klasyfikacja końcowa
| Miejsce | Zespół     |
| ------- | ---------- |
| 1       | Portugalia |
| 2       | Hiszpania  |
| 3       | Turcja     |
| 4       | Rumunia    |